# История двух городов (фильм, 1911)
«История двух городов» (англ. A Tale of Two Cities) — американский короткометражный драматический фильм Уильяма Хамфри.

## Сюжет
Действие фильма происходит во время Великой французской революции. Фильм рассказывает об отношениях Люси Манетт и Чарльза Дарнея, дядя которого в прошлом заточил её отца в Бастилии.

## В ролях
| Актёр          | Роль          |
| -------------- | ------------- |
| Морис Костелло | Сидней Картон |
| Флоренс Тернер | Люси Манетт   |
| Чарльз Кент    |               |
| Ральф Инс      |               |
| Уильям Ши      | Джарвис Лорри |
| Уильям Хамфри  |               |
| Тэффт Джонсон  |               |
| Норма Толмадж  |               |
| Джон Банни     |               |